# Низамходжаев, Зайниддин Махаматович
Зайниддин Махаматович Низамходжаев (узб. Zayniddin Maxamatovich Nizamxodjayev. род. 19 марта 1954, Кибрайский район, Ташкентская область) — узбекский государственный и общественный деятель, председатель Центральной избирательной комиссии Республики Узбекистан (с 5 февраля 2021 года), Герой Узбекистана (2014), доктор медицинских наук, профессор.
Ранее — заместитель Председателя Сената Олий Мажлиса Республики Узбекистан в 2020—2021 годах, председатель Комитета по вопросам науки, образования, культуры и спорта в 2015—2020 годах.

## Биография
Родился 19 марта 1954 года в Кибрайском районе Ташкентской области.
Окончил Ташкентский государственный медицинский институт (ныне — Ташкентская медицинская академия) в 1978 году. Имеет ученую степень доктора медицинских наук, профессор.
Трудовую деятельность начал в 1978 году врачом отделения сердечно-сосудистых заболеваний в Научно-хирургическом центре города Ташкента.
В период с 1984 года по 2015 год был аспирантом, ассистентом кафедры «Хирургических заболеваний» Ташкентского государственного медицинского института; старшим научным, главным научным сотрудником, руководителем отделения хирургии пищевода и желудка
Республиканского специализированного центра хирургии им. академика В.Вахидова.
В декабре 2015 и 2019 годах Зайниддин Низамходжаев победил на выборах в Ташкентский городской Кенгаш народных депутатов.
В 2016 и 2020 годах в два созыва был избран сенатором от Ташкентской области.
В 2015 году был избран председателем Комитета по вопросам науки, образования, культуры и спорта Сената Олий Мажлиса. Был заместителем председателя Комиссии Сената Олий Мажлиса Республики Узбекистан по содействию активизации деятельности представительных органов власти на местах.
20 января 2020 года был избран заместителем Председателя Сената Олий Мажлиса. 5 февраля 2021 года избран председателем Центральной избирательной комиссии Республики Узбекистан.

## Деятельность в Сенате Олий Мажлиса Республики Узбекистан
Когда З. М. Низамходжаев был председателем Комитета по вопросам науки, образования и здравоохранения, на обсуждение Пленарного заседания Сената было вынесено ряд важных законов. В частности:
«О санитарно-эпидемиологическом спокойствии населения» (2015);
"О внесении изменений и дополнений в закон Республики Узбекистан «О лекарственных средствах и фармацевтической деятельности» (2015);
«О государственной политике в отношении молодежи» (2016);
«О социальном обслуживании пожилых людей, инвалидов и других социально нуждающихся категорий населения» (2016);
«О защите детей от информации, наносящей вред их здоровью» (2017);
«Об ограничении курения кальяна и электронных сигарет в общественных местах» (2018);
«О науке и научной деятельности» (2018);
«О дошкольном образовании и обучении» (2019)
В Кабинет Министров Республики Узбекистан было направлено три депутатских запроса по вопросам обеспечения права молодых людей с ограниченными возможностями на образование, создания учебников в средних школах в соответствии со стандартом образования и обеспечения санитарно-эпидемиологического спокойствия населения при осуществлении предпринимательской деятельности в соответствии с законодательством.

## Председатель Центральной избирательной комиссии Республики Узбекистан

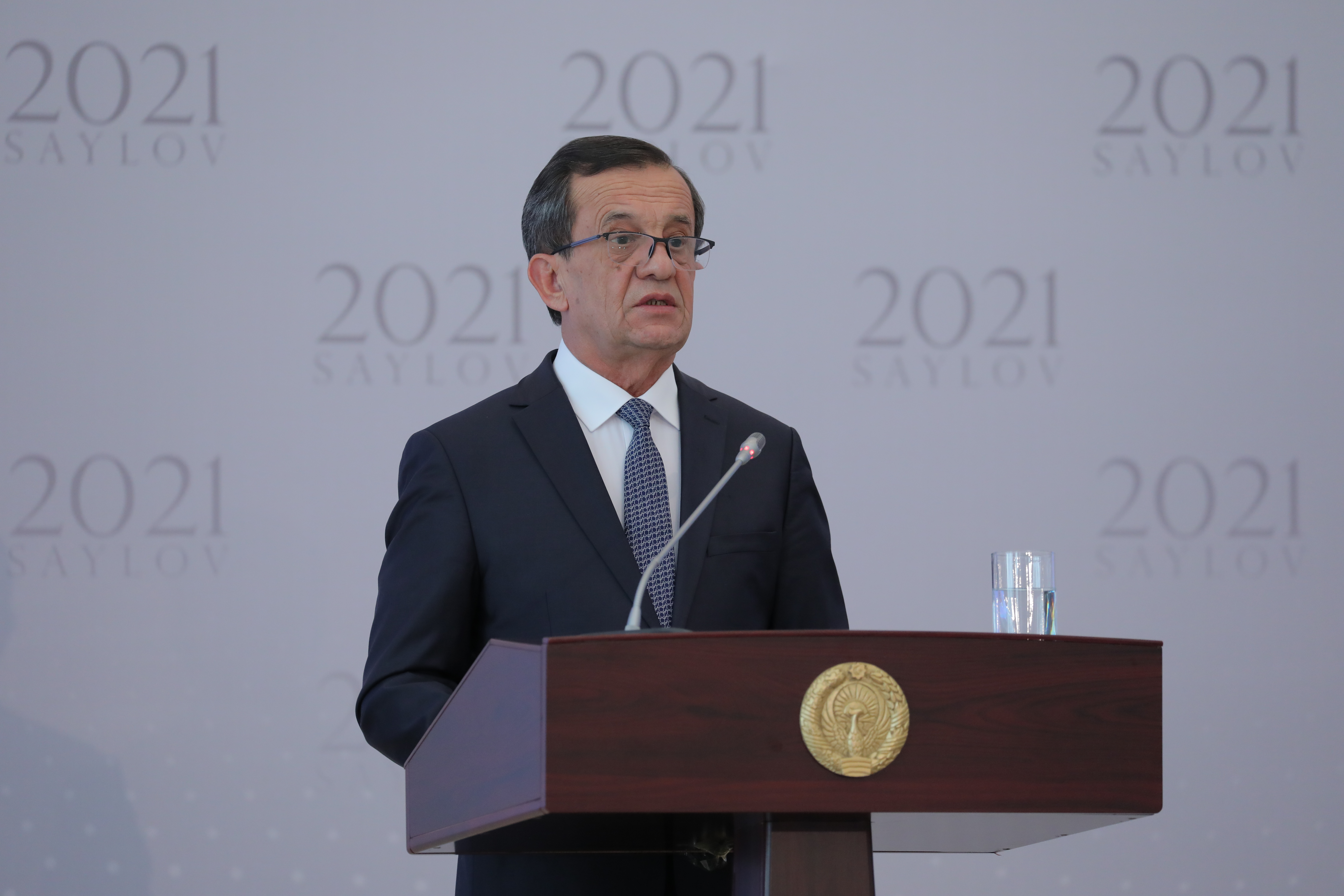
Press conferense in Media hall of CEC Uzbekistan

З.Низамходжаев 5 февраля 2021 года избран председателем Центральной избирательной комиссии Республики Узбекистан.
Под руководством Центральной избирательной комиссии Республики Узбекистан 24 октября 2021 года были проведены очередные выборы Президента Республики Узбекистан, на которых приняли участия кандидаты от пяти политических партии страны. Это: Либерально-демократическая партия Узбекистана, Демократическая партия «Миллий тикланиш» (Национальное возрождение), Социал-демократическая партия «Адолат» (Справедливость), Народно-демократическая партия Узбекистана и Экологическая партия Узбекистана. Выборы прошли свободно и демократично, открыто и прозрачно, в духе здоровой конкуренции и политической борьбы, что также признали международные и зарубежные наблюдатели.

## Научно-практическая и педагогическая деятельность
З.Низамходжаев — доктор медицинских наук, профессор кафедры «Хирургии пищевода и желудка». Один из самых ярких ученых-хирургов Узбекистана в области хирургической гастроэнтерологии.
З.Низамходжаев — автор десятки научных статей и монографий, учебных и методических пособий.
В ходе деятельности в отделении хирургии пищевода и желудка Республиканского специализированного научно-практического медицинского центра хирургии имени академика В.Вахидова, под руководством З.Низамходжаева были проведены у десятки тысяч больных успешные хирургические операции. Защищено 6 кандидатских, 2 докторских работ.
Выработаны новые, инновационные диагностические стандарты, определена оптимальная хирургическая тактика и этапность оказания специализированной помощи больным с заболеваниями органов грудной клетки брюшной полости.

## Личная жизнь
Женат. Имеет троих детей, внуков.

## Награды
- Государственное Звание «Герой Узбекистана» (2014 год).[16].
- Нагрудный знак, «Отличник здравоохранения Республики Узбекистан» (2012 год).
- Памятный знак «МПА СНГ. 25 лет» (27 марта 2017 года, Межпарламентская ассамблея СНГ) — за содействие в деятельности Межпарламентской Ассамблеи и её органов[17].
- Юбилейная медаль «МПА СНГ. 30 лет» (16 ноября 2023 года, Межпарламентская ассамблея СНГ) — за заслуги в деле развития и укрепления парламентаризма, за вклад в развитие и совершенствование правовых основ функционирования Содружества Независимых Государств, укрепление международных связей и межпарламентского сотрудничества[18].